# Überlieger (Krankenhauswesen)
Als Überlieger bezeichnet man in Deutschland Krankenhaus-Patienten, die zum Jahreswechsel stationär in Behandlung sind, also in der Mitternachtsstatistik des Krankenhauses geführt werden. 
Für die anzufertigende Jahresbilanz des Krankenhauses gelten Überlieger als unfertige Leistungen. Die für diese Patienten erwarteten Behandlungsentgelte der Krankenkassen müssen entsprechend berücksichtigt werden, was insbesondere bei nicht kostendeckenden Erlösen nur näherungsweise möglich ist.
Besonderes Augenmerk erfordern Überlieger seit der Einführung der Abrechnung nach Fallpauschalen (Diagnosis Related Groups oder DRG) im Jahr 2003. Seither gelten regelmäßig ab Jahresbeginn geänderte Kodierrichtlinien und meist auch Kodierungstabellen für Diagnosen (ICD) und Eingriffe (OPS). Die Zuordnung eines Patienten zu einer bestimmten Fallpauschale kann sich exakt am 1. Januar schlagartig ändern. Da sowohl die ermittelte Fallpauschale als auch die Kodierung bestimmter Diagnosen weitreichende Folgen haben können, muss das Verfahren für Überlieger in Hinsicht auf solche Folgen oft gesondert festgelegt sein. Dies kann beispielsweise Vorschriften zur Zusammenlegung zweier Behandlungen oder die Notwendigkeit und Vergütung gesonderter Dokumentationsverfahren im Rahmen der externen Qualitätssicherung betreffen.